# Lista de guerras bizantinas
Esta é uma lista de guerras ou conflitos externos travados no decorrer da história do Império Romano do Oriente ou Império Bizantino (330 - 1453). A definição abrange qualquer conflito externo declarado pelo governo do império. Para os conflitos e revoltas internos veja Lista de revoltas e guerras civis do Império Bizantino.

## Século V
- 421–422: Guerra contra os persas sassânidas.

## Século VI
- 502–506: Guerra Anastácia contra os sassânidas.
- 526–532: Guerra Ibérica contra os sassânidas.
- 533–534: Guerra Vândala no Norte da África.
- 534–548: Guerras mouras na África.
- 535–554: Guerra Gótica na Dalmácia e na Itália.
- 541–562: Guerra Lázica contra os sassânidas.
- 552–555: Intervenção bizantina na guerra civil visigoda na Península Ibérica e a formação da Província da Espânia.
- 560s–578: Guerra com o reino romano-mouro de Garmul.
- 572–591: Guerra contra os persas no Cáucaso.
- 582–602: Guerra contra os ávaros e eslavos nos Bálcãs.

## Século VII
- 602–628: Conflito final entre bizantinos e sassânidas.
- 626: Cerco de Constantinopla pelos ávaros.
- 633–642: Começo das conquistas muçulmanas. Queda da Síria (634–638) e Egito (639–642).
- 645–656: Nova guerra contra o Califado Ortodoxo, queda de Chipre e da maior parte da Armênia. A devastação muçulmana só foi interrompida por conta da irrupção da Primeira Fitna.
- 647–709: Conquista muçulmana do Magrebe.
- 668–678: Novos ataques ao Império Bizantino por Moáuia I, resultando no primeiro cerco árabe de Constantinopla. Após o fracasso da operação, uma trégua foi firmada que combinava o pagamento de tributos, homens e cavalos ao império.
- 680–681: Campanha de Constantino IV contra o cã búlgaro Asparuque termina em derrota, forçando o Império a reconhecer a fundação da Bulgária na Mésia.
- 686–688: Ofensiva vitoriosa bizantina consolidou o controle sobre a Armênia e o Principado da Ibéria, seguida de uma paz em termos favoráveis com os omíadas em troca da recepção dos mardaítas no Império.
- 688–689: Campanha balcânica de Justiniano II assegurou o controle da costa entre a Trácia e a Macedônia. Muitos eslavos foram capturados e reassentados em território imperial. Mais de 30 000 deles passaram a servir no exército bizantino.
- 688/689: Ofensiva bizantina na Síria e no Líbano leva a uma nova trégua e à chegada de mais mardaítas.
- 692–718: Guerra ininterrupta contra os árabes em vários frontes. A derrota na Batalha de Sebastópolis e uma instabilidade interna levaram à perda gradual do controle sobre a Armênia e a Cilícia e, apesar de alguns sucessos de Heráclio, os bizantinos estiveram sempre na defensiva contra os raides anuais dos árabes na Anatólia. Cartago caiu em 697, foi recuperada logo em seguida e novamente perdida no ano seguinte, o que marcou o fim da presença bizantina no Norte da África. A partir de 712, os raides árabes avançaram cada vez mais fundo na Anatólia e tinham como objetivo chegar até Constantinopla. A repulsão do segundo cerco árabe à capital (717-718) foi uma grande vitória bizantina e interrompeu todas as operações árabes na região por alguns anos.

## Século VIII
- 708: Guerra contra a Bulgária termina em derrota na Batalha de Anquíalo.
- 720–740 : Expedições militares árabes anuais (sauaife) contra os bizantinos na Anatólia recomeçam. A resistência cada vez mais feroz dos bizantinos resultam na vitória em Acroino em 740.
- 741–752: Campanhas de Constantino V contra os árabes que, envolvidos numa guerra civil, perderam toda a Armênia e Chipre.
- 755–767: Guerra contra o Império Búlgaro. Constantino V derrota o cã búlgaro Teletzes, levando a um tratado de paz favorável em 767.
- 772–775: Guerra contra os búlgaros sob Telerigue iniciada como um ataque preemptivo por Constantino V.
- 775–783: Guerra contra o Califado Abássida. Após a morte de Constantino V, em 775, os raides árabes recomeçaram. Após uma pesada derrota em Germaniceia em 779-780, os abássidas lançaram uma série de invasões sob o comando de Harune Arraxide, que levaram a uma trégua em 783.
- 780–783: Raides pelos búlgaros sob Cardam e que levaram à assinatura de um tratado de não-agressão em troca de tributos anuais.
- 783: Expedições de Estaurácio contra a esclavenos da Grécia.
- 791–792 e 796: Campanhas contra os búlgaros sob Constantino VI terminam em derrota na Batalha de Marcela.
- 797–798: Invasão em grande escala liderada por Harune Arraxide resulta no retorno dos pagamentos anuais ao Califado em troca de paz.

## Século IX
- 803–809: Guerra contra o Califado Abássida após Nicéforo I, o Logóteta encerrar o pagamento anual dos tributos. Os árabes, sob Harune Arraxide, conquistam significativos sucessos a princípio, mas a irrupção de uma revolta no Grande Coração facilitou um contra-ataque bizantino em 807-809. Uma trégua em 809 restaurou o status quo ante bellum.
- 808–817: Guerras contra os búlgaros, começando com a captura de Sérdica (Sófia) pelos búlgaros. Uma campanha retaliatória em grande escala terminou em desastre na Batalha de Plisca (811), que liberou Crum da Bulgária para atacar a Trácia Oriental e conquistar uma decisiva vitória em Versinícia. Após a morte do cã, Leão V, o Armênio derrotou os búlgaros em Mesembria e assegurou uma paz que duraria 30 anos.
- 827–902: Conquista muçulmana da Sicília.
- 830–841: Guerra contra os abássidas com grandes invasões lançadas pelos califas Almamune e Almotácime. Apesar da acachapante derrota na Batalha de Dazimo e o Saque de Amório em 838, o imperador Teófilo conseguiu arrancar uma trégua em 841 sem perdas territoriais, sem, contudo, cessar os raides pelos emirados muçulmanos de fronteira.
- Anos 830: Raide dos rus' na Paflagônia.
- c. 844–878: Guerras contra os paulicianos de Tefrique terminam com a destruição do estado pauliciano e a sua incorporação pelo Império.
- 851–863: Guerra contra os abássidas e seus estados-clientes. Raides vitoriosos bizantinos na Síria, Mesopotâmia e Egito são interrompidos após as invasões muçulmanas na Anatólia em 860. Outra invasão, em 863, termina com a completa aniquilação do exército árabe na Batalha de Lalacão.
- 860: Raide dos rus' contra Constantinopla.
- 852, 855–856: Guerras curtas contra a Bulgária terminam com a recuperação de diversas cidades no norte da Trácia.
- 871–885: Campanhas lideradas por Basílio I, o Macedônio em pessoa no norte da Mesopotâmia (871–873) são seguidas por uma série de campanhas contra os muçulmanos na Sicília e no Sul da Itália. A queda definitiva da Sicília não pôde ser evitada, contudo, mas os árabes foram expulsos do continente e da Dalmácia, lançando as bases do futuro Catapanato da Itália.
- 889–897: Guerra contra a Bulgária sob o tsar Simeão irrompe por conta de direitos comerciais. O conflito termina em vitória búlgara após a Batalha de Bulgarófigo. Os bizantinos concordam em pagar tributos e reabrem Constantinopla ao comércio búlgaro.

## Século X
- 907: Raide dos rus' contra Constantinopla.
- 913–927: Guerra contra a Bulgária sob o czar Simeão.
- 926–944: Ofensiva bizantina no oriente sob João Curcuas, queda de Melitene e Teodosiópolis.
- 941: Raide dos rus' contra Constantinopla.
- 948–962: Constantes raides e contra-raides de grandes proporções ao longo da fronteira bizantino-árabe, principalmente contra o emir de Alepo hamadânidas Ceife Adaulá.
- 961–962: Enorme expedição anfíbia contra o Emirado de Creta sob o comando de Nicéforo II Focas termina com a recaptura da ilha.
- 964–975: Ofensiva sustentada no oriente, sob o comando de Nicéforo Focas e João I Tzimisces levam à conquista da Cilícia, Chipre, a maior parte da Armênia e o norte da Síria. Alepo se torna um estado vassalo.
- 970–971: Guerra contra a Rússia de Quieve na Bulgária.
- 976-1018: Guerra contra a Bulgária liderada pela dinastia dos cometópulos.
- 986: Batalha da Porta de Trajano, uma decisiva derrota de Basílio II Bulgaróctono pelas mãos de Samuel da Bulgária.
- 992–999: Guerra contra o Califado Fatímida pelo controle de Alepo. As vitórias iniciais fatímidas sobre Miguel Burtzes levaram à intervenção direta de Basílio II Bulgaróctono, que conseguiu libertar o norte da Síria e assegurou uma trégua de dez anos.

## Século XI
- 1014: Batalha de Clídio, uma vitória decisiva sobre os búlgaros de Samuel.
- 1018: Os bizantinos conquistam a Bulgária.
- 1024: Raide da frota rus' no Egeu.
- 1027: Raide dos pechenegues nos Bálcãs é derrotado por Constantino Diógenes.
- 1030–1032: Guerra contra os muçulmanos na Síria. O imperador Romano III Argiro é derrotado, mas Jorge Maniaces captura Edessa.
- 1032–1036: Operações contra os renovados ataques piratas dos muçulmanos. A frota bizantina, incluindo um grande contingente varegue, sai vitoriosa.
- 1038–1043: Campanha de Jorge Maniaces na Sicília e no Sul da Itália até que ele próprio se revolta contra Constantino IX.
- 1040-1041: Revolta de Pedro Deliano na Bulgária fracassa.
- 1043: Ataque dos rus' contra Constantinopla.
- 1048: Primeiro confronto entre os bizantinos e os turcos seljúcidas resultam numa batalha de resultado indecisivo em Capetron.
- 1081–1085: Guerra contra a primeira invasão normanda dos Balcãs. Derrota inicial bizantina em Dirráquio (1081), mas a vitoriosa defesa da Tessália e as vitórias navais com a ajuda dos venezianos levaram à retirada dos normandos depois da morte de Roberto Guiscardo.
- 1081–1095: Campanhas seljúcidas no Egeu: Tzacas de Esmirna lança suas frotas no Egeu e toma diversas ilhas, mas termina derrotado pelos bizantinos.
- 1086–1091: Revolta dos bogomilos nos Bálcãs com o apoio dos cumanos e pechenegues. Bizantinos são derrotados em Dorostolo (1086), mas terminam vitoriosos na Batalha de Levúnio cinco anos depois.
- 1096–1097: A Primeira Cruzada passa pelo Império Bizantino à caminho da Terra Santa. Retomada de Niceia com a ajuda dos cruzados e subsequente reconquista da maior parte da Anatólio ocidental por João Ducas.
- 1091–1108: Novos conflitos com os normandos sob Boemundo I de Antioquia, tanto na Cilícia contra o Principado de Antioquia quanto em Epiro. A guerra terminou com Boemundo reconhecendo a suserania de Bizâncio sobre Antioquia.

## Século XII
- 1110–1117: Nova guerra contra os turcos seljúcidas. Os avanços iniciais turcos foram revertidos como resultado do tratado assinado após a vitória bizantina na Batalha de Filomélio.
- 1122–1126: Guerra contra Veneza pela renovação dos privilégios comerciais iniciada por João II Comneno. A frota veneziana arrasou a costa grega e forçou o imperador a recuar.
- 1134–1138: Conquista da Cilícia Armênia e a vassalagem do Principado de Antioquia.
- 1147–1148: Rogério II da Sicília ataca e ocupa Eubeia, Tebas e Corinto
- 1149–1152: Revolta sérvia é subjugada por Manuel I Comneno. O imperador também derrota um exército húngaro que veio ajudar os sérvios.
- 1155–1156: Guerra contra o Reino da Hungria termina com uma vitória bizantina.
- 1155–1158: Campanha Italiana de Manuel I Comneno. Apesar das vitórias iniciais, a expedição fracassa.
- 1158–1161: Expedições contra os seljúcidas.
- 1163–1168: Guerra contra o Reino da Hungria termina com a vitória bizantina em Sirmio e a retomada da maior parte dos Balcãs ocidentais.
- 1169: Raide bizantino-cruzado sobre Damieta fracassa.
- 1171–1177: Guerra contra Veneza. Os primeiros movimentos venezianos no Egeu foram repelidos pela marinha bizantina. Trégua assinada em 1177 e um tratado, em 1183.
- 1176–1180: Guerra contra os seljúcidas. A campanha inicial termina na derrota na Batalha de Miriocéfalo e resulta na perda gradual de territórios na Anatólia.
- 1185: Invasão normanda dos Bálcãs. Os normandos tomam Dirráquio e Tessalônica antes de serem derrotados.
- 1185: Revolta de Asen e Pedro. Re-estabelecimento do Império Búlgaro.

## Século XIII
- 1203–1204: Quarta Cruzada culmina no saque de Constantinopla.
- 1204–1214: Guerras entre o Império de Niceia e o Império Latino terminam com a assinatura do Tratado de Ninfeu.
- 1215–1227: Expansão do Epiro sob Teodoro Comneno Ducas. As forças do despotado conquistam o Reino da Tessalônica e a maior parte da Trácia do enfraquecido Império de Niceia. Teodoro de Epiro é coroado imperador em Tessalônica.
- 1230: Teodoro de Epiro invade o Império Búlgaro, mas é derrotado e capturado na Batalha de Klokotnitsa.
- 1235: Cerco conjunto niceno-búlgaro de Constantinopla fracassa.
- 1254–1256: Bulgária ataca Niceia após a morte de João III Vatatzes juma tentativa de reconquistar territórios perdidos. O imperador Teodoro II Láscaris lança uma campanha contra os búlgaros e força a retirada dos invasores.
- 1257–1260: Guerra entre Niceia e Epiro. Após a Batalha de Pelagônia (1259), a maior parte dos territórios de Epiro e da Tessália caem em mãos nicenas, mas a conquista se mostra efêmera.
- 1260: Cerco fracassado de Constantinopla pelo Império de Niceia.
- 1263–1266: Campanha na Moreia contra o Principado de Acaia. Os sucessos iniciais foram revertidos após as derrotas nas batalhas de Prinitza e Macriplagi
- c. 1272–1280: Campanhas de Licário recuperam Eubeia e muitas das ilhas do Egeu para o Império.
- Entre 1273–1275: Campanhas de grande escala contra João I Ducas da Tessália. O exército bizantino é derrotado na Batalha de Neopatras, mas a marinha consegue uma grande vitória em Demétrias.
- 1274–1275: Ofensiva bizantina contra a posses angevinas na Albânia expulsam as forças angevinas da maior parte do território, mesmo tendo falhado os repetidos assaltos às duas grandes fortalezas na região, Dirráquio e Valona.
- 1279: Fracassadas campanhas contra a Bulgária e derrota na Batalha de Devina.
- 1280–1281: Ofensiva angevina na Albânia é repelida em Berati e a maior parte da Albânia é reconquistada.
- 1294–1302: Guerra bizantino-veneziana, travada principalmente nos mares Egeu e de Mármara.

## Século XIV
- 1302–1305: Guerra contra os turcos otomanos. Após uma derrota na Batalha de Bafeu, os bizantinos contratam a Companhia Catalã. Após uma série de vitórias contra os turcos, os catalães se revoltam contra os bizantinos após a morte de seu líder.
- 1304–1305: Os búlgaros atacam Bizâncio e conseguem recuperar as cidades portuárias na costa do Mar Negro.
- 1321–1328: Guerra civil bizantina de 1321–1328.
- 1326–1338: Captura gradual do restante das cidades bizantinas no noroeste da Anatólia pelos muçulmanos. Derrotas bizantinas nas batalhas de Pelecano e Filocrene.
- 1332: Batalha de Rusocastro, a última grande batalha das guerras bizantino-búlgaras, termina em vitória búlgara.
- 1333–1340: Andrônico III Paleólogo recupera Epiro e a Tessália.
- 1334: Invasões sérvias da Macedônia lideradas por Sirgianes Paleólogo.
- 1343–1348: Aproveitando-se da guerra civil em andamento entre os bizantinos, o governante sérvio Estêvão Uresis IV conquista a Albânia, Macedônia e Epiro.
- 1348–1349: Guerra bizantino-genovesa é travada por causa de obrigações tarifárias e impostos na região do Bósforo.
- 1352–1357: Guerra civil bizantina de 1352–1357.
- 1373–1379: Guerra civil bizantina de 1373–1379.

## Século XV
- 1422: Cerco fracassado de Constantinopla pelo Império Otomano.
- 1453: Cerco e queda de Constantinopla, que é conquistada pelos otomanos de Maomé II, o Conquistador.
- 1460: Maomé II, o Conquistador conquista o Despotado de Moreia.
- 1461: Maomé II, o Conquistador conquista o Império de Trebizonda, o último estado sucessor grego do Império Bizantino.